# B3GNT8
B3GNT8 (англ. UDP-GlcNAc:betaGal beta-1,3-N-acetylglucosaminyltransferase 8) – білок, який кодується однойменним геном, розташованим у людей на довгому плечі 19-ї хромосоми. Довжина поліпептидного ланцюга білка становить 397 амінокислот, а молекулярна маса — 43 396.
| 10         |  | 20         |  | 30         |  | 40         |  | 50         |
| ---------- |  | ---------- |  | ---------- |  | ---------- |  | ---------- |
| MRCPKCLLCL |  | SALLTLLGLK |  | VYIEWTSESR |  | LSKAYPSPRG |  | TPPSPTPANP |
| EPTLPANLST |  | RLGQTIPLPF |  | AYWNQQQWRL |  | GSLPSGDSTE |  | TGGCQAWGAA |
| AATEIPDFAS |  | YPKDLRRFLL |  | SAACRSFPQW |  | LPGGGGSQVS |  | SCSDTDVPYL |
| LLAVKSEPGR |  | FAERQAVRET |  | WGSPAPGIRL |  | LFLLGSPVGE |  | AGPDLDSLVA |
| WESRRYSDLL |  | LWDFLDVPFN |  | QTLKDLLLLA |  | WLGRHCPTVS |  | FVLRAQDDAF |
| VHTPALLAHL |  | RALPPASARS |  | LYLGEVFTQA |  | MPLRKPGGPF |  | YVPESFFEGG |
| YPAYASGGGY |  | VIAGRLAPWL |  | LRAAARVAPF |  | PFEDVYTGLC |  | IRALGLVPQA |
| HPGFLTAWPA |  | DRTADHCAFR |  | NLLLVRPLGP |  | QASIRLWKQL |  | QDPRLQC    |

A: Аланін

C: Цистеїн

D: Аспарагінова кислота

E: Глутамінова кислота

F: Фенілаланін

G: Гліцин

H: Гістидин

I: Ізолейцин

K: Лізин

L: Лейцин

M: Метіонін

N: Аспарагін

P: Пролін

Q: Глутамін

R: Аргінін

S: Серин

T: Треонін

V: Валін

W: Триптофан

Кодований геном білок за функціями належить до трансфераз, глікозилтрансфераз. 
Локалізований у мембрані, апараті гольджі.